# Sanremo '90 (CBS)
Sanremo '90 è un album compilation pubblicato nel marzo 1990 dall'etichetta discografica CBS/Nuova Fonit Cetra.
L'album, che ha come sottotitolo "La compilation - 16 Big in versione originale", contiene 16 dei 20 brani presentati al Festival di Sanremo 1990 da artisti appartenenti alla sezione "Campioni". Fra essi non è presente il vincitore Uomini soli.
La copertina, nella quale sono citati tutti gli artisti, raffigura delle carte da poker e delle fiche su uno sfondo blu chiaro, caratteristica quest'ultima che serve a distinguere la raccolta sanremese da un'altra pubblicata nello stesso anno, che presenta invece uno sfondo di colore rosso.

## Tracce
1. Anna Oxa - Donna con te
2. Caterina Caselli - Bisognerebbe non pensare che a te
3. Paola Turci - Ringrazio Dio
4. Lena Biolcati - Amori
5. Eugenio Bennato e Tony Esposito - Novecento Aufwiedersehen
6. Milva - Sono felice
7. Toto Cutugno - Gli amori
8. Mietta e Amedeo Minghi - Vattene amore
9. Riccardo Fogli - Ma quale amore
10. Marcella e Gianni Bella - Verso l'ignoto
11. Peppino Di Capri - Evviva Maria
12. Mino Reitano - Vorrei
13. Christian - Amore
14. Mango - Tu... sì
15. Ricchi e Poveri - Buona giornata
16. Mia Martini - La nevicata del '56